# 敬顯公主
敬顯公主（韓語：경현 공주，1530年—1584年），姓李，名玉賢。朝鮮中宗李懌的嫡四女，生母為文定王后尹氏。朝鮮仁宗李峼之異母妹，朝鮮明宗李峘之同母姊。

## 生平
敬顯公主生於中宗二十五年八月十三日，八歲時受封，十二歲時下嫁申秀涇之子申檥。宣祖十七年正月喪夫，同年八月，敬顯公主病逝。

## 家庭
- 夫：靈川尉申檥（1530年-1584年），本貫為高靈。
  - 子：申士楨
    - 孫：申楯
    - 孫女：申氏，適具宖。

## 附註
1. ↑  《璿源錄》
2. ↑  高原尉申沆與惠淑翁主的嗣子。
3. ↑  《有明朝鮮國敬顯公主墓誌銘》萬曆十二年八月丙辰。敬顯公主卒子正寢。……八歲。封敬顯公主。歲辛丑。釐降于靈川公。合巹之夕。周旋不違禮。時公主年纔十二。中廟嘉之。賜以幣物。……靈川公還自謫所。四年而卒。公主哀戚服喪。一以禮。未久遂寢疾。上命御醫治之。不效。訃聞。上震悼。輟朝三日。賻贈有加。凡喪葬。官庀其事。公主生于嘉靖庚寅八月庚午。享年五十五。……
4. ↑  《宣祖大王實錄》18卷,宣祖17年(1584年)1月24日(壬寅)1번째기사